# جورج انجوس (مهندس معماري)
كان جورج أنجوس «المشارك في الأكاديمية الملكية الاسكتلندية» (1792 – 1845) مهندسًا معماريًا اسكتلنديًا عاش في أوائل القرن التاسع عشر وكان وأُشتهر بتصميمه للكنائس القوطية في فترة إعادة بناء المباني القوطية والمباني العامة التقليدية، وعلى الرغم من وجوده في إدنبرة (ويفترض أنه يسعى لكسب العمولات هناك) إلا ان معظم أعماله تقع في الشمال، مع تأثيره الملحوظ على منظر مدينة دندي.

## حياتة

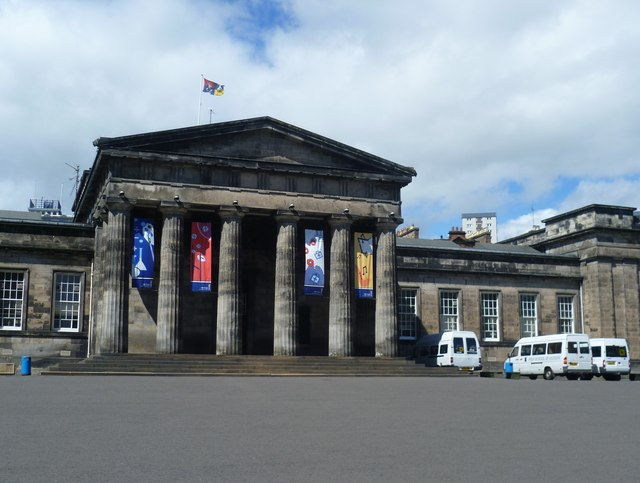
مدرسة دندي الثانوية

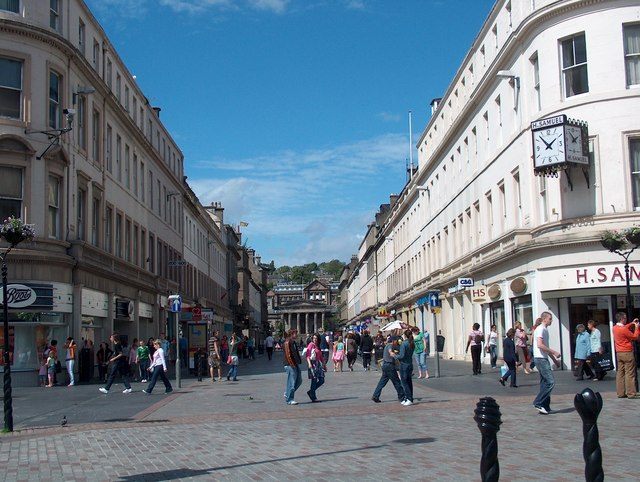
شارع الإصلاح ، دندي

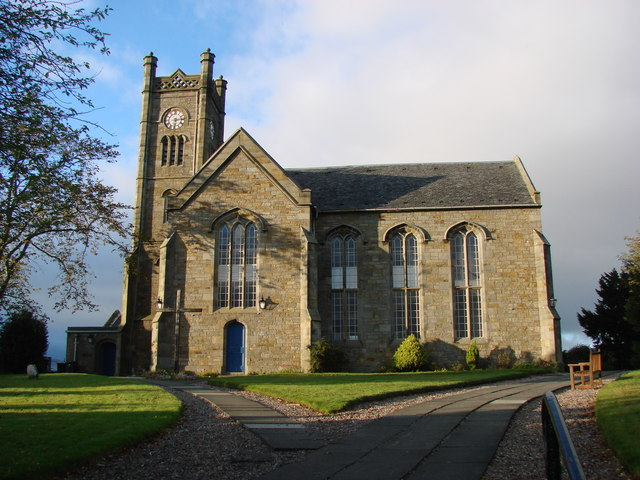
كنيسة أبرشية كينروس

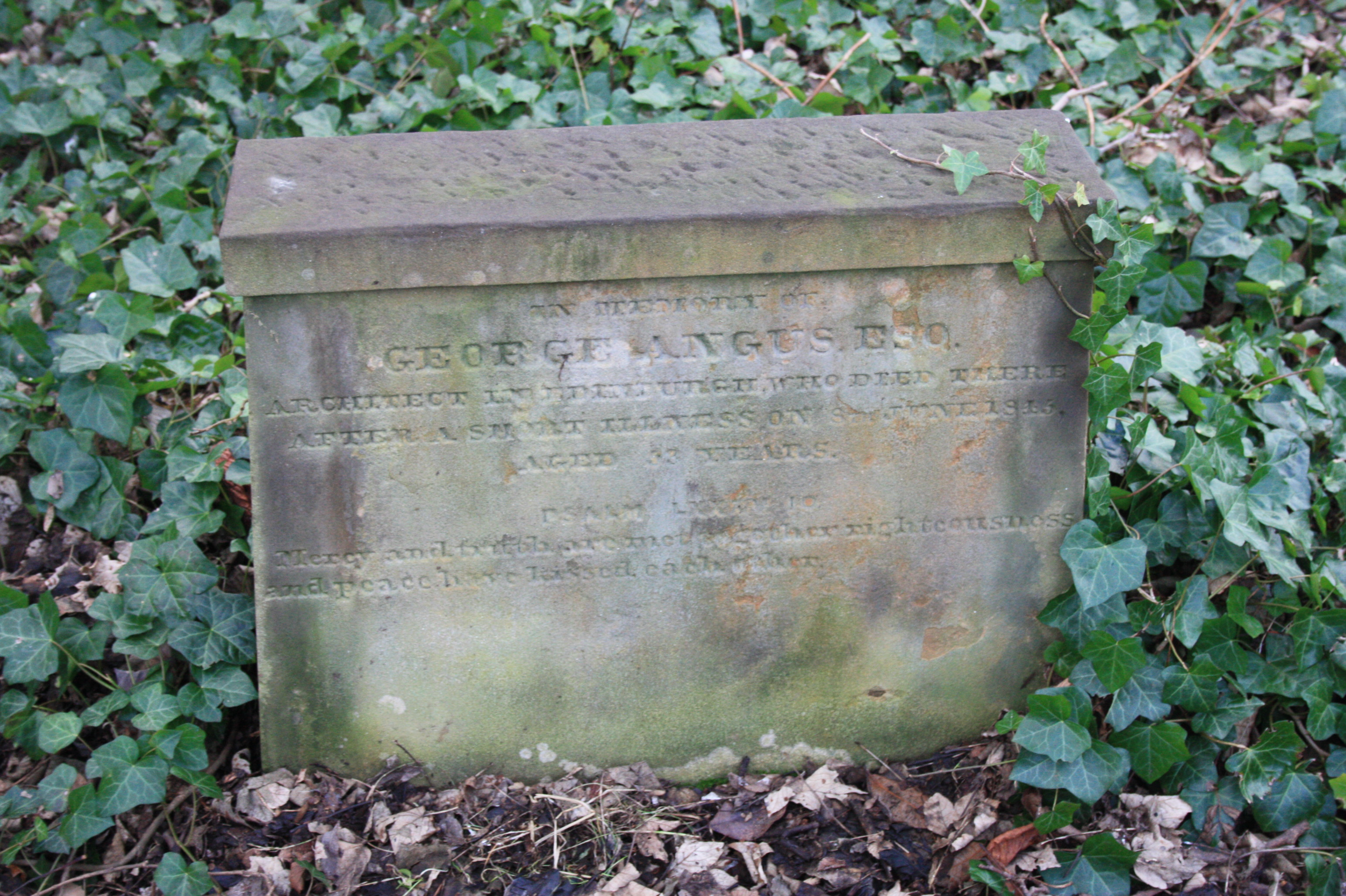
قبر جورج أنجوس ، مقبرة واريستون ، إدنبرة

وولد في ميكليور في بيرثشاير عام 1792  ، ولم يتلقى تدريبًا جامعيًا ولكن تم تدريبه كمهندس معماري على الأرجح حوالي عام 1802، وعلى الاغلب تدرَّب في دندي نظرًا لأرتباطه الدائم بالمدينة.
وانتقل إلى طريق "1 St Colme" في إدنبرة في عام 1828  ويدير مكتبًا في «165 طريق روز».
على الرغم من انه لا يُعرف عن حياته الخاصة سوى القليل، الا انه كان صديقًا للفنان ألكسندر فريزر، وبُنيت العديد من كنائسة تبعاً لكنيسة كيلكونكوهار التابعة ل ر.ر ديكسون عام 1821.
وانتقل عنوان عمله إلى «110 شارع برينسيس» المقابل لقلعة إدنبرة في عامه الأخير.
وتوفي في منزله، «1 شارع St Colme» في مدينة إدنبرة الجديدة في 8 يونيو 1845 بعد المعاناة لوقت قصير من المرض، ودُفن في مقبرة واريستون في شمال إدنبرة، ويقع القبر البسيط للغاية على أقصى مسار جنوبي للمقبرة الرئيسية باتجاه الجنوب الشرقي.

## أسرتة
وكان جورج متزوجًا من جيسي سميث، ولكن فارقت زوجتة الحياة في ريعان شبابها (ربما أثناء الولادة)، وكان لديهم ابنة واحدة وسميت تيمناً بالام جيسي، وعاشت الابنة جيسي في «47 إنديا بليس» بعد وفاة والدها.

## أهم أعماله
- كنيسة أبرشية درموير (1816)
- كوخ في كريستيان بانك (الآن طريق ترينيتي) ترينيتي، إدنبرة (1827)
- الترميم الداخلي لكنيسة أبرشية كيركالدي (1828)
- إعادة تشكيل مانسي المستمر (1829)
- مدرسة دندي الثانوية، والمعروفة باسم مدارس دندي العامة بداية بنائها (1831)
- شارع الإصلاح، دندي (1832)
- كنيسة أبرشية كيتل، كينجزكيتل في فايف (1832)
- كنيسة أبرشية كينروس (1832)
- نزل قلعة توليالان (1832)
- محكمة دندي (1833)
- سجن هاميلتون (1833)
- كنيسة أبرشية توليالان (1833)
- منزل ألوا (1834)
- مؤسسة وات في دندي (1834)
- منزل نيثربريس، آيتون (1834)
- بنك لاينين البريطاني، كينروس (1835)
- كنيسة دودهوب، دندي (1837)
- كنيسة ألوا الأسقفية (1839)
- بنك لاينين البريطاني، كيريموير (1839)
- منزل جليندلفين، بيرثشاير (1839)
- دودوب تراس، دندي (1840)
- بنك لاينين البريطاني، تاين (1845)